# Survol

Trajectoire de la sonde spatiale Galileo

Un survol est un passage à une distance relativement modérée d'un corps céleste, sans être en contact avec ce dernier. On parle de survol que l'engin survolant soit un engin aéronautique (avion, hélicoptère… : survol d'un pays, d'une région), un engin astronautique (sonde spatiale, véhicule spatial : survol d'une planète, d'un satellite, etc.) ou un objet naturel (astéroïde...).

## Liste de survols astronomiques/astronautiques
Sont listés ci-dessous les survols par des objets naturels significatifs ou des objets artificiels (sondes spatiales). Sont exclus de cette liste les objets s'étant écrasés (voir impact cosmique pour ces objets) ni les objets satellites.
| Engin survolant | Système / corps survolé | Système / corps survolé  | Période de présence dans la sphère d'influence de l'objet survolé | Distance lors de l'entrée/sortie de la zone d'influence | Date du périapside           | Distance minimale (au centre) | Commentaire |
| --------------- | ----------------------- | ------------------------ | ----------------------------------------------------------------- | ------------------------------------------------------- | ---------------------------- | ----------------------------- | --- |
| Voyager 1       | Système jovien          | Jupiter                  |                                                                   |                                                         | 5 mars 1979                  | 349 000 km                    | La vitesse de la sonde augmente à 16 km/s. |
| Voyager 1       | Système jovien          | Jupiter I Io             |                                                                   |                                                         | 5 mars 1979                  | 18 460 km                     | La vitesse de la sonde augmente à 16 km/s. |
| Voyager 1       | Système jovien          | Jupiter III Ganymède     |                                                                   |                                                         | 5 mars 1979                  | 112 030 km                    | La vitesse de la sonde augmente à 16 km/s. |
| Voyager 1       | Système jovien          | Jupiter II Europe        |                                                                   |                                                         | 5 mars 1979                  | 732 270 km                    | La vitesse de la sonde augmente à 16 km/s. |
| Voyager 1       | Système jovien          | Jupiter IV Callisto      |                                                                   |                                                         | 6 mars 1979                  | 123 950 km                    | La vitesse de la sonde augmente à 16 km/s. |
| Voyager 2       | Système jovien          | Jupiter                  |                                                                   |                                                         | 9 juillet 1979 à 22 h 28     | 721 670 km                    | |
| Voyager 2       | Système jovien          | Jupiter II Europe        |                                                                   |                                                         |                              | 63 130 km                     | |
| Voyager 2       | Système jovien          | Jupiter III Ganymède     |                                                                   |                                                         |                              | 62 130 km                     | |
| Voyager 2       | Système jovien          | Jupiter IV Callisto      |                                                                   |                                                         |                              | 214 930 km                    | |
| Voyager 1       | Système saturnien       | Saturne VI Titan         |                                                                   |                                                         | 11 novembre 1980             | 6 940 km                      | |
| Voyager 1       | Système saturnien       | Saturne                  |                                                                   |                                                         | 12 novembre 1980             | 124 000 km                    | |
| Voyager 2       | Système saturnien       | Saturne                  |                                                                   |                                                         | 26 août 1981                 | 161 000 km                    | |
| Voyager 2       | Système uranien         | Uranus                   |                                                                   |                                                         | 1986                         |                               | |
| Voyager 2       | Système neptunien       | Neptune                  |                                                                   |                                                         | 25 août 1989                 | 29 240 km                     | |
| Voyager 2       | Système neptunien       | Neptune I Triton         |                                                                   |                                                         |                              | 39 790 km                     | |
| New Horizons    | Système jovien          | Jupiter                  | 14 février - 14 mars 2007                                         | 23 millions de km                                       | 28 février 2007              | 2,3 millions de km            | Accélération de la sonde d'environ 4 km/s par rapport au Soleil. Sa nouvelle trajectoire fait un angle de 2,5° par rapport à l'écliptique.                               |
| New Horizons    | Système plutonien       | (134340) Pluton          |                                                                   |                                                         | 14 juillet 2015, 11h59       | 11 095 km                     | Vitesse relative de 13,78 km/s. |
| New Horizons    | Système plutonien       | (134340) Pluton I Charon |                                                                   |                                                         | 14 juillet 2015, 12h13       | 26 906 km                     | |
| Hayabusa 2      | Système Terre-Lune      | Terre                    | 29 novembre - 7 décembre 2015                                     |                                                         | 3 décembre 2015 à 10 h 7 UTC |                               | Survol de la Terre après un an en orbite autour du Soleil à la suite de son lancement le 3 décembre 2014. L'orbite de la sonde passe de 0,91 × 1,09 ua à 0,94 × 1,30 ua. |
| New Horizons    | (486958) Arrokoth       | (486958) Arrokoth        |                                                                   |                                                         | 1er janvier 2019             |                               | 3e système survolé par la sonde. Plus lointain objet survolé par une sonde artificielle, en 2024.                                                                        |